# シンザン
シンザン（欧字名:Shinzan、1961年4月2日 - 1996年7月13日）は、日本の競走馬、種牡馬。
史上2頭目、戦後初のクラシック三冠馬。1964年、1965年啓衆社賞年度代表馬。1984年に顕彰馬に選出された。

## 概要
戦後期の日本競馬を代表する競走馬で、1964年の日本クラシック三冠馬である。この三冠に加えて、翌1965年にも天皇賞（秋）および有馬記念で優勝したため、日本の競馬史上初めて「五冠馬」の称号を与えられた。
デビュー時はあまり期待されていなかったが次第に頭角を現し、クラシック三冠（皐月賞、東京優駿、菊花賞）、宝塚記念、天皇賞（秋）、有馬記念といった当時牡馬が獲得可能なGI級競走をすべて制した。デビュー戦から引退レースまでの連続連対数19は、中央競馬におけるレコードである。この後、シンザンは「シンザンを超えろ」のキャッチフレーズと共に、後述のシンボリルドルフが現れる1984年までの約20年間にわたって、絶えず日本の競馬界全体の目標であり続けた。このように戦後日本の競馬界に長く影響を与え続けた功績の大きさから、シンザンは現在でも「神馬」と呼ばれることがある。
競走馬引退後は種牡馬となり、ミホシンザン、ミナガワマンナをはじめ、優秀な産駒を輩出。その活躍は当時冷遇されていた内国産馬に種牡馬の道を切り開いたとされる。
種牡馬引退後も1995年にサラブレッドの最長寿記録、1996年には軽種馬の最長寿記録を更新するなど最期まで注目を集めた。

## 生涯

### 幼駒時代
1961年4月2日、北海道浦河町の松橋吉松牧場で誕生。血統名を「松風」と名付けられた。生後2か月のとき、調教師の武田文吾が荻伏牧場の経営者である斎藤卯助の紹介により、松橋牧場を訪ね、松風と対面した。武田は、松風に豊かな骨量と、母母父のトウルヌソルの特徴を有していると判断した。3代母のバッカナムビューチーは武田が騎手時代に騎乗した経験があり、「オンワード」の冠名を用いる樫山純三も松風の購入を希望していたことから、武田はその場で購入を決意。松橋牧場は、松風に350万円の値をつけたが、交渉の末320万円での購入が約束された。それから数か月後、武田の紹介により名古屋で運送会社を経営していた橋元幸吉が牧場を訪れて松風に一目ぼれし、橋元が所有することが決まった。
橋元から松風の名付けを依頼された武田は、孫の栗田伸一の一字を取り「伸山」を由来とする「シンザン」と命名した。
武田が、小規模な松橋牧場で育つことを嫌い、離乳した1961年秋に荻伏牧場に移動して育成された。集団で運動をさせるといつも後ろを追走し、速くは走らないが決してばてないという特徴を見せた。また、育成中はまったく体調を崩すことがなかった。翌1962年11月に、京都競馬場の武田厩舎に入厩した。
調教師の内藤繁春によるとある時、橋元幸吉から本業で資金が必要になったため所有するヒンドスタンの産駒2頭のうち1頭を他の馬主に売りたいと仲介を依頼された。そのうちの1頭が後のシンザンで、もう1頭よりも明らかに見栄えがいいと判断した内藤はシンザンの購入を希望した。しかしこの話を聞いた武田文吾が売却に強く反対したため、破談となった。

### 競走馬時代

#### 3歳時（1963年）
1963年11月3日のデビューを予定していたが、その新馬戦に評判の関東馬ウメノチカラが出走するため、デビューを1週間遅らせた。11月10日、京都競馬場での新馬戦（芝1200メートル）でデビューし、3コーナーで先頭に立つとそのまま2着に4馬身差をつけて初勝利。その後も連勝し、当時の関西3歳選手権競走・阪神3歳ステークスへの出走が可能になったが、武田厩舎からはプリマドンナとオンワードセカンドが出走し、シンザンは回避させられ、3歳中距離特別に進み、3連勝とした。

#### 4歳時（1964年）
1月にオープンを勝ち、4連勝を達成した。しかし、ここまでのローテーションは一流馬との対戦を避けたものであったため、皐月賞の前にシンザンの実力を測るべく東京競馬場で行われるスプリングステークスに出走した。レース前の調教の動きが良くなかったシンザンは14頭中6番人気、武田も東京競馬場に出向かなかった。レースではかつて武田が対戦を避けたウメノチカラや、弥生賞を勝ったトキノパレードなどを退けて優勝した。
スプリングステークス後、橋元はシンザンを上田清次郎に売却しようと武田に相談したところ「売るんなら俺を殺してからにしろ」と却下した。

#### 三冠
皐月賞では単勝1番人気に推され、先行策をとると直線の入口で先頭に立ち、猛追するアスカに4分の3馬身差をつけ6連勝でまず一冠目を獲得した。競走後、武田は東京競馬場の調教師である中村広の自宅で、競馬記者の井上康文に「ひょっとするとクラシック三冠馬を取れる」と語った。
クラシック二冠目の東京優駿（日本ダービー）を前に、調教では仕上がらないと考えた武田はオープン競走に出走させた。皐月賞よりも10キログラム重い体重で参戦したが、逃げたヤマニンシロをクビ差捕らえることができず2着となり、初の敗北を喫する結果となった。
本番の東京優駿では皐月賞と同様に1番人気に推され、レースが早いペースで推移するなか、中団を進んだシンザンは最後の直線コースで外から仕掛け、内から追い込んだウメノチカラに一時交わされるも、鞭を入れられるとふたたび差し返して優勝した。優勝タイムの2分28秒8は前年のメイズイのレコードから0.1秒遅れの競走史上2位（当時）のタイムであり、のちに三冠馬となるミスターシービーや、シンボリルドルフのタイムを上回るものであった。ウメノチカラに騎乗していた伊藤竹男は、「理想的なレースをして負けたんだから、シンザンは本当に強い馬だ」と語った。
菊花賞へ向け、武田はシンザンを夏場の避暑のために北海道などへ移送することをせず、京都競馬場で調整することにした。しかしこの年の夏は40年ぶりの猛暑となり、シンザンは7月の下旬に重度の夏負けにかかった。武田は扇風機で馬房を冷やす、氷柱をつり下げるなど対策を講じた、8月の下旬にシンザンの体温はもとに戻った。
夏負けの影響から、シンザンは10月に入るまで本格的な調教を行うことができず、武田はシンザンをレースに使いつつ鍛える方針を立てた。まずオープン競走に出走（結果は2着）したが競走後も調子は上がらず、京都杯ではバリモスニセイの2着に敗れた。
11月に入りようやく体調は上向き、菊花賞直前の調教ではかつてない好内容の走りを見せた。しかし競馬ファンの間には体調に関する懸念が残り、菊花賞での人気はウメノチカラに次ぐ2番人気であった。
このレースは大きな注目を集め、有料入場者数40660人（推定全入場者数45000人超）は、京都競馬場のそれまでのレコードを大幅に更新した。売上も3億9402万4200円に達し、それまでの菊花賞レコードを27%更新するものだった。
レースはカネケヤキが大逃げを見せ、一時は20馬身以上の大差を付けた。武田から「早く追うな」と指示を受けていた栗田は、レースを実況していた小坂巖が「シンザン、どうした。三冠はもうだめだ」と発するほど仕掛けのタイミングを遅らせ、直線で一気にスパート。一時先頭に立ったウメノチカラを残り200メートルの地点で抜き去り、戦後初、セントライト以来23年ぶりの三冠を達成した。
三冠達成後、疲労が抜けずシンザンは休養に入った。回避を表明していた有馬記念でのファン投票は3位で、ウメノチカラ（ファン投票2位）より低かった。

#### 5歳時（1965年）
当初陣営はサンケイ大阪盃を経て天皇賞（春）に出走する計画を立てたが、蹄が炎症を起こした影響から食欲が低下するなど体調が芳しくなく、また腰痛を発症していたため、武田は天皇賞（春）の回避を決定した。武田は計画を立て直し、オープンを経て宝塚記念に出走し、その後は秋まで休養させることにした。
シンザンはオープン競走に二度出走（いずれも優勝）したあと宝塚記念に出走。出走馬選定のファン投票では第1位であった。不良馬場への対応を不安視する声も上がったが、レースでは終始好位につけ、最後の直線コースに入ると外から先行馬を交わし、スタートの出遅れから追い込んだバリモスニセイを退け勝利した。
前年に引き続き夏は京都競馬場で過ごすことになった。この年は前年ほど暑くはならず、また早い段階から氷の柱で馬房を冷やすなど十分な対策を施したため、シンザンは夏負けを起こすことなく過ごすことができた。
秋のローテーションとして、武田は当初阪神競馬場のオープンに出走したあとで関東へ輸送し、オープンを経て天皇賞（秋）に出走する計画を立てた。しかし阪神競馬場のオープンを優勝した直後、東京、中山、阪神で馬インフルエンザが蔓延して競走馬移動禁止令が出され、禁止解除を待つ間に出走を予定していたオープンが行われてしまった。武田はやむなく目黒記念への出走を決めた。シンザンは63キログラムという重い斤量を課されたがこれを克服し、第4コーナーで先頭に立つとそのままゴールし優勝した。
天皇賞（秋）では目黒記念でシンザンに敗れた加賀武見騎乗のミハルカスが大逃げを打ったが、シンザンは直線でミハルカスを交わして先頭に立ち、そのままゴールし優勝した。栗田にとっては初の天皇賞優勝で、レース後の表彰式では涙を見せた。なお、この競走でシンザンの単勝支持率は78.3パーセントで、単勝の配当は100円元返しであった。JRAのGI級競走における単勝の100円元返しはほかに5例しか存在しない。
このあと、平場オープン競走を1戦はさみ、有馬記念に向かった。単勝オッズ1.1倍の圧倒的1番人気で、前年3位だった人気投票も1位となった。この時の獲得票数26,853票はそれまでの記録を40%以上更新するもので、その後もハイセイコーやテンポイントでも破ることはできず、投票方式が変更された1978年まで破られなかった。
シンザンは第4コーナーで逃げたミハルカスに並びかけたが、ミハルカスに騎乗していた加賀はシンザンに馬場状態の悪いインコースを走らせるために外へ進路をとり、外側のラチ近くを走行した。しかし、シンザンはミハルカスのさらに外を通ってミハルカスを躱し、優勝した。このときレースを撮影していたテレビカメラの視野からシンザンが消えてしまい、「シンザンが消えた!」と実況された。（レースの詳細は第10回有馬記念を参照。）
レース後、松本善登は「シンザンが外を回れと言った」とコメントした。また松本は、のちにレースを振り返って「3コーナーから4コーナーの中間で、前に居る馬は皆バテていたので、相手は加賀の馬だけだと思いながら、内には入らないつもりで乗った。4コーナーの入口で外に振られたが、内へ持ち直す必要は無い、並べばこっちが強いと信じていたから」とも語っている。俳人であった武田はシンザンの五冠達成に「勝ち戻る手綱（つな）に五冠の年惜しむ」と句を詠んだ。

### 競走馬引退
目黒記念を前に、馬主の橋元は武田に対し有馬記念を最後にシンザンを引退させ、種牡馬にすることを打診した。天皇賞優勝後、武田は中村広厩舎で催された祝勝会の場で、シンザンを有馬記念を最後に引退させることを発表した。シンザンには1966年も現役を続行して海外遠征することを望む声もあったが、武田はシンザンが三冠を達成した時期にアメリカに遠征し、ワシントンDCインターナショナルに出走したリユウフオーレルが惨敗、その後故障を発症して引退したのを目の当たりにし、「決して遠征させない」と決意していた。1966年1月、東京競馬場（9日）と京都競馬場（16日）でシンザンの引退式が行われた。
1968年10月13日、京都競馬場にて銅像の除幕式を行った際、シンザンはゲストとして京都競馬場に呼ばれて3年ぶりに武田厩舎に戻った。朝の乗り運動ではひさびさに栗田が騎乗したほか、13日には銅像と対面。また昼休みには、ファンに現役時代より一回り大きくなった姿を披露した。

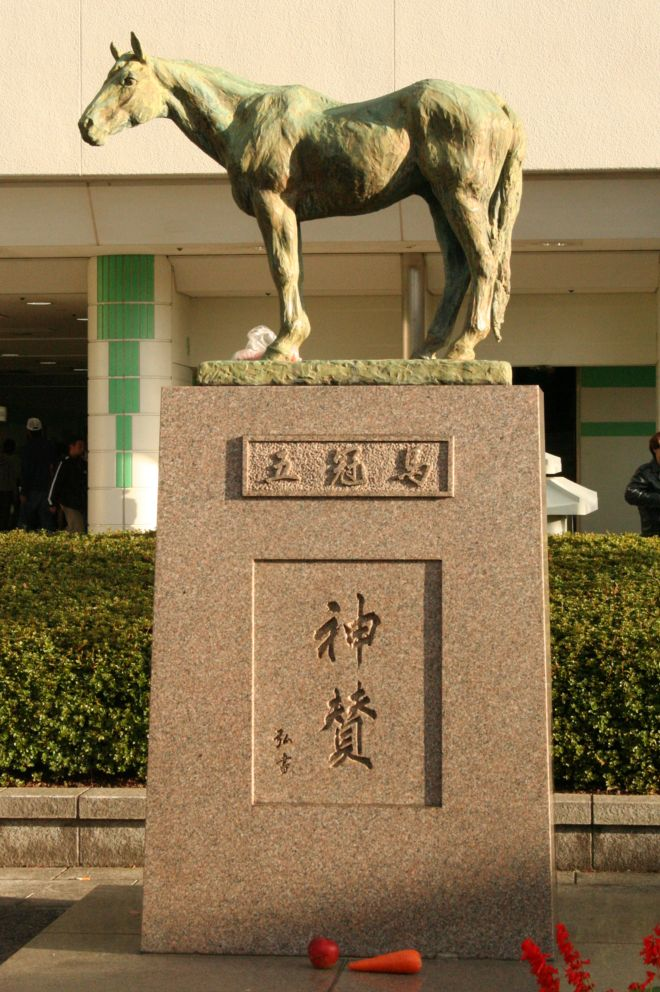
京都競馬場のシンザン像

### 種牡馬時代
引退後、橋元の指図により、31歳の谷川弘一郎が代表を務める谷川牧場にて繋養された。1961年2月25日、山崎駅から貨車に乗り、北海道日高幌別駅に到着し、谷川牧場まで歩いて移動した。浦河町では町を挙げて歓迎会が催され、中心街では武田、栗田が参加するパレードが行われた。
当時は外国から輸入した種牡馬の人気が高く、内国産種牡馬が軽視されており、谷川が、シンザンのシンジケート結成を試みるも、実現しなかった。初年度は、種付け料を20万円に設定された。谷川は受胎が確認後の支払いでも良いと妥協しながら、39頭の牝馬を集めた。
3年目までは、谷川牧場のある浦河地区の牧場、谷川の知人や親戚の牧場の牝馬が中心であった。横尾一彦によれば、一流と呼べる牝馬は、1965年の菊花賞優勝馬ダイコーターの母、ダイアンケーしかいなかった。1967年2月27日、谷川牧場にて、イスタンホープの初仔（後のシンホープ）として最初のシンザン産駒が誕生した。
2年目の産駒から、三嶋牧場で生産されたシングンが1972年の金鯱賞、朝日チャレンジカップを制し、産駒初の重賞制覇となった。続く3年目はスガノホマレ、シンザンミサキ、4年目はシルバーランド、ブルスイショーなど複数の重賞を制する産駒が現れた。
1971年までは、輸入種牡馬が種牡馬リーディング20位までを独占していたが、翌1972年には17位に入った。その後1978年は5位まで到達し、1983年まで20位以内を保ち続けた。同様に、1972年から、1980年にアローエクスプレスに抜かれるまで内国産種牡馬の筆頭であり続けた。ライターの山河拓也は、シンザンの活躍によって内国産種牡馬が見直され、アローエクスプレスやトウショウボーイの活躍に繋がったとしている。
産駒からは八大競走などの大レースを勝つ馬がなかなか出なかったが、1981年にミナガワマンナが菊花賞に優勝した。この時点でシンザンは高齢であったためミナガワマンナは「シンザン最後の大物」とも呼ばれたが、さらにそのあと代表産駒となる二冠馬ミホシンザンが登場した。
シンザンはミホシンザンが天皇賞（春）を制した1987年に、授精能力低下により種牡馬を引退した。最終的に産駒の重賞勝利数は49勝に達した。また、1969年 - 1992年には産駒24年連続勝利の記録を打ち立てた。これはのちにノーザンテーストが更新するまで日本最長記録だった。

### 種牡馬引退後
種牡馬引退後は谷川牧場にて余生を送った。晩年は右目の視力を失い、歯をすべて失い、さらに1994年2月以降、幾度となく自力で立つことができなくなるなど身体の衰弱が目立つようになった。1996年7月13日2時ごろ、老衰により死亡。35歳3か月11日（35歳102日）の大往生だった。
死後、葬儀が行われ、生まれ故郷である北海道浦河郡浦河町の谷川牧場に土葬された。この牧場にはシンザンの銅像も建てられている。

#### 軽種馬の日本最長寿記録を樹立
シンザンは1995年11月19日、シンザンと同世代の二冠牝馬カネケヤキが記録したサラブレッドの日本最長寿記録を更新し、さらに翌1996年5月3日にはタマツバキ（アングロアラブの名馬）が持っていた軽種馬の日本最長寿記録も更新した。
軽種馬としての記録は2011年6月28日にアングロアラブのマリージョイ（競走馬名：スインフアニー）によって破られ、サラブレッドとしての記録は2014年8月26日にシャルロット（競走馬名：アローハマキヨ）に破られた。中央競馬重賞勝ち馬としての最長寿記録は2019年8月15日に1987年の共同通信杯4歳ステークス優勝馬マイネルダビテ（最終的に36歳8カ月27日）に破られた。ただし、マイネルダビテはGIII馬であり、以後もシンザンがGI級競走勝ち馬の最長寿である。

## 競走成績
以下の内容は、netkeiba.comの情報に基づく。
| 競走日     | 競馬場 | 競走名         | 距離（馬場） | 頭 数 | 枠 番 | 馬 番 | オッズ （人気） | 着順 | タイム  | 着差   | 騎手      | 斤量 [kg] | 1着馬（2着馬）       |
| ---------- | ------ | -------------- | ------------ | ----- | ----- | ----- | --------------- | ---- | ------- | ------ | --------- | --------- | -------------------- |
| 1963.11.10 | 京都   | 3歳新馬        | 1200m（良）  | 14    | 3     | 3     | 001.90（1人）   | 01着 | 01:13.9 | 4馬身  | 0栗田勝   | 51        | （ホシツキ）         |
| 0000.11.30 | 阪神   | オープン       | 1400m（稍）  | 5     | 1     | 1     | 003.00（2人）   | 01着 | 01:25.7 | 2 1/2  | 0栗田勝   | 51        | （エイブルマン）     |
| 0000.12.14 | 阪神   | 3歳中距離特別  | 1600m（稍）  | 8     | 7     | 7     | 002.50（1人）   | 01着 | 01:40.0 | 4馬身  | 0栗田勝   | 55        | （オークラヤマ）     |
| 1964.01.04 | 京都   | オープン       | 1600m（良）  | 5     | 5     | 5     | 001.30（1人）   | 01着 | 01:42.3 | 2馬身  | 0栗田勝   | 53        | （ハナビシ）         |
| 0000.03.29 | 東京   | スプリングS    | 1800m（良）  | 14    | 3     | 3     | 014.10（6人）   | 01着 | 01:51.3 | 1/2身  | 0栗田勝   | 55        | （ヤマニンスーパー） |
| 0000.04.19 | 東京   | 皐月賞         | 2000m（良）  | 25    | 2     | 6     | 003.60（1人）   | 01着 | 02:04.1 | 3/4身  | 0栗田勝   | 57        | （アスカ）           |
| 0000.05.16 | 東京   | オープン       | 1800m（良）  | 12    | 3     | 3     | 001.70（1人）   | 02着 | 01:50.8 | 0.1秒  | 0栗田勝   | 57        | ヤマニンシロ         |
| 0000.05.31 | 東京   | 東京優駿       | 2400m（良）  | 27    | 4     | 10    | 002.70（1人）   | 01着 | 02:28.8 | 1 1/4  | 0栗田勝   | 57        | （ウメノチカラ）     |
| 0000.10.10 | 阪神   | オープン       | 1800m（良）  | 12    | 6     | 8     | 001.50（1人）   | 02着 | 01:51.6 | 0.1秒  | 0栗田勝   | 60        | イチミカド           |
| 0000.11.01 | 京都   | 京都杯         | 1800m（良）  | 6     | 3     | 3     | 002.30（1人）   | 02着 | 01:52.1 | 0.2秒  | 0栗田勝   | 60        | バリモスニセイ       |
| 0000.11.15 | 京都   | 菊花賞         | 3000m（稍）  | 12    | 2     | 2     | 003.20（2人）   | 01着 | 03:13.8 | 2 1/2  | 0栗田勝   | 57        | （ウメノチカラ）     |
| 1965.05.29 | 阪神   | オープン       | 1600m（稍）  | 7     | 1     | 1     | 002.50（1人）   | 01着 | 01:37.7 | 4馬身  | 0武田博   | 59        | （ヤマヒロ）         |
| 0000.06.13 | 阪神   | オープン       | 1850m（良）  | 6     | 2     | 2     | 001.30（1人）   | 01着 | 01:53.7 | 1 1/2  | 0武田博   | 59        | （ヤマヒロ）         |
| 0000.06.27 | 阪神   | 宝塚記念       | 2000m（不）  | 6     | 5     | 5     | 001.70（1人）   | 01着 | 02:06.3 | 1/2身  | 0栗田勝   | 59        | （バリモスニセイ）   |
| 0000.10.02 | 阪神   | オープン       | 1850m（良）  | 10    | 8     | 10    | 002.30（2人）   | 01着 | 01:54.0 | アタマ | 0武田博   | 57        | （ヒカルポーラ）     |
| 0000.11.03 | 東京   | 目黒記念（秋） | 2500m（稍）  | 11    | 6     | 6     | 003.20（1人）   | 01着 | 02:42.2 | 1/2身  | 0栗田勝   | 63        | （ブルタカチホ）     |
| 0000.11.23 | 東京   | 天皇賞（秋）   | 3200m（良）  | 12    | 7     | 9     | 001.30（1人）   | 01着 | 03:22.7 | 2馬身  | 0栗田勝   | 58        | （ハクズイコウ）     |
| 0000.12.18 | 中山   | オープン       | 2000m（良）  | 5     | 3     | 3     | 001.50（1人）   | 02着 | 02:05.5 | 0.2秒  | 0武田博   | 60        | クリデイ             |
| 0000.12.26 | 中山   | 有馬記念       | 2600m（稍）  | 8     | 4     | 4     | 001.40（1人）   | 01着 | 02:47.2 | 1 3/4  | 0松本善登 | 56        | （ミハルカス）       |

- 競走名の太字は八大競走。Sはステークスを示す。

### 受賞
- 1964年 啓衆社賞年度代表馬、最優秀4歳牡馬
- 1965年 啓衆社賞年度代表馬、最優秀5歳以上牡馬

## 種牡馬成績
- 産駒数/種付け数 805/1122頭
- 産駒勝利数625勝
- 産駒重賞勝利数 49勝（20頭）
- 産駒GI級競走勝利数 4勝（2頭）

勝利数はいずれも中央競馬のみの集計。
| 年     | 中央 | 中央 | 中央 | 中央          | 中央 | 中央           | 総合 |
| 年     | 出走 | 出走 | 勝利 | 順位 (内国産) | AEI  | 収得賞金       | 順位 |
| 年     | 頭数 | 頭数 | 回数 | 順位 (内国産) | AEI  | 収得賞金       | 順位 |
| ------ | ---- | ---- | ---- | ------------- | ---- | -------------- | ---- |
| 1969年 | 21   | 5    | 5    | －            | －   | 1356万円       | －   |
| 1970年 | 30   | 11   | 19   | －            | －   | 7484万円       | －   |
| 1971年 | 42   | 14   | 23   | －            | －   | 1億4396万円    | －   |
| 1972年 | 41   | 26   | 49   | 17(1)         | －   | 2億755万円     | －   |
| 1973年 | 49   | 29   | 47   | 6(1)          | －   | 3億7431.8万円  | －   |
| 1974年 | 40   | 22   | 39   | 10(1)         | 1.49 | 3億5605.8万円  | 9    |
| 1975年 | 41   | 19   | 35   | 20(1)         | 1.24 | 3億760.78万円  | 18   |
| 1976年 | 54   | 18   | 37   | 10(1)         | 1.24 | 4億3015.74万円 | 11   |
| 1977年 | 66   | 26   | 39   | 12(1)         | 0.94 | 3億9808.3万円  | 12   |
| 1978年 | 53   | 22   | 52   | 5(1)          | 1.87 | 6億4440.22万円 | 3    |
| 1979年 | 47   | 20   | 33   | 7(1)          | 1.78 | 5億213.18万円  | 3    |
| 1980年 | 47   | 19   | 27   | 14(3)         | 1.30 | 4億343.08万円  | 10   |
| 1981年 | 40   | 16   | 32   | 9(3)          | 1.75 | 4億7929.06万円 | 9    |
| 1982年 | 45   | 18   | 28   | 8(2)          | 1.32 | 4億2036.7万円  | 22   |
| 1983年 | 49   | 22   | 32   | 14(6)         | 1.21 | 4億0573.8万円  | 23   |
| 1984年 | 44   | 17   | 23   | 40(8)         | 0.93 | 2億8007.8万円  | 50   |
| 1985年 | 45   | 20   | 32   | 15(5)         | 1.60 | 5億273.0万円   | 18   |
| 1986年 | 35   | 11   | 17   | 44(9)         | 1.04 | 2億5845.1万円  | 57   |
| 1987年 | 30   | 10   | 14   | 33(9)         | 1.70 | 3億4292万円    | 45   |
| 1988年 | 27   | 7    | 9    | 115(35)       | 0.61 | 1億852.8万円   | 128  |
| 1989年 | 28   | 11   | 18   | 60(19)        | 1.38 | 2億3405.1万円  | 86   |
| 1990年 | 17   | 7    | 10   | 84(31)        | 1.29 | 1億8299.4万円  | 112  |
| 1991年 | 7    | 2    | 3    | 171(60)       | 1.09 | 6732.7万円     | 238  |
| 1992年 | 1    | 1    | 1    | 345           | 2.11 | 1934.3万円     | 414  |
| 1993年 | 1    | 0    | 0    | 445           | 0.98 | 886.6万円      | 571  |
| 1994年 | 1    | 1    | 1    | 344           | 2.70 | 2390.7万円     | 462  |
| 1995年 | -    | -    | -    | -             | -    | -              | 881  |

### 主な産駒

#### GI級競走優勝馬
- ミホシンザン（皐月賞、菊花賞、天皇賞（春）、京都新聞杯、スプリングステークス、アメリカジョッキークラブカップ、日経賞）[50][注 24]
- ミナガワマンナ（菊花賞、アルゼンチン共和国杯連覇）[51]

#### 重賞優勝馬
- シンザンミサキ（愛知杯、鳴尾記念）[52][注 25]
- ハシコトブキ（朝日チャレンジカップ、愛知杯、京都記念（秋））[53]
- スガノホマレ（日本短波賞、京王杯オータムハンデキャップ、CBC賞、東京新聞杯）[54][注 26]
- グレートタイタン（京都記念（秋）連覇、阪神大賞典、金杯（西）、愛知杯）[55]
- シルバーランド（マイラーズカップ、愛知杯2回、CBC賞、京阪杯）[56][注 27]
- ロイヤルシンザン（安田記念）[57]
- キャプテンナムラ（阪神大賞典、鳴尾記念）[58][注 28]
- フジマドンナ（カブトヤマ記念、福島記念、中日新聞杯）[59][注 29][注 30]
- シングン（金鯱賞、朝日チャレンジカップ）[60][注 31][注 32]
- ウラカワチェリー（北九州記念、阪神牝馬特別）[61][注 33]
- ゴールデンボート（京王杯スプリングハンデキャップ）[62]
- アサヒダイオー（カブトヤマ記念）[63][注 34]
- アサヒテイオー（日経賞）[63][注 35]
- ブルスイショー（カブトヤマ記念、クモハタ記念）[64][注 36]
- ヒヨシシカイナミ（愛知杯）[65]
- フジリンデン（北九州記念）[66]
- キョウワシンザン（小倉3歳ステークス）[67][注 37]
- グレートエコー（京都大障害（秋）、阪神障害ステークス（秋））[68][注 38]

#### その他
- ハシストーム（平地障害で計12勝）[69][注 39]
- ハシピゴラス（馬術競技馬）[70][注 40]
- スーパーシンザン（シンザン最後の産駒）[71][注 41]
- スピードシンザン（優駿牝馬（オークス）2着）[72]

### ブルードメアサイアーとしての産駒
- ハシハーミット（菊花賞、毎日杯）[73]
- サプライズパワー（かしわ記念、日本テレビ盃、東京王冠賞、東京ダービー、アフター5スター賞、京成盃グランドマイラーズ、船橋記念、テレビ埼玉杯、報知オールスターカップ、東京シティ盃、フロンティアスプリント盃）[74]
- カンファーベスト（関屋記念、朝日チャレンジカップ）[75]
- ソダカザン（ウィンターステークス）[76]
- シヨノロマン（ローズステークス、名古屋市制100周年記念）[77][注 42]

### その後の子孫
シンザンの産駒は10頭が種牡馬入りした。多くはマイナー種牡馬の域を出なかったが、ハシコトブキとミホシンザンは重賞馬を2頭ずつ出すことに成功した。更にミホシンザンの代表産駒マイシンザンも種牡馬入りしたが、繁殖牝馬を集められず種牡馬を引退。2009年10月1日にマイシンザンの産駒シルクセレクションが登録抹消され、サラブレッドとしての父系は潰えた。ミナガワマンナは2007年、マイシンザンは2013年、ミホシンザンは2014年に死亡した。乗用種としては更にしばらく継承され、エキスパートの産駒であるセルシオーレという中間種の牡馬が2019年まで繁殖登録（繁殖登録番号22JS00001）されていた。
一方、シンザンの血を母方に持つサラブレッドは現在も存在する。シンザン産駒の牝馬は多数繁殖入りしており、またミホシンザンやミナガワマンナの血を引く繁殖牝馬も一定数存在する。スガノホマレやハシコトブキの血は残らなかったが、シルバーランドの代表産駒であるウーマンパワーの牝系も残っており（レイナワルツなど）、これらは現在でも散発的に活躍馬を出している。21世紀以降の重賞馬では、トロットスターやロジック、マイネレーツェル、メイショウマンボなどが血統表のどこかにシンザンを保有している。2006年には母父ミナガワマンナのアサヒライジングが北米のアメリカンオークスで2着となった。また、日本輓系種や乗用種の中にもシンザンの血を引く馬が存在すると言われており、2015年にはシンザンを母母母母母父に持つホクショウモモがばんえいオークスを制覇した。
全日本学生馬術優勝のハシピゴラスを始め馬術関係の才能を示した馬も多く、父親の知名度もあって乗馬として生き延びた馬も多かった。1984年生まれのハイエストシンザンは熊本大学馬術馬などに所属し、2018年まで生きた。エキスパートも競走馬としては未勝利だったが、馬術競技馬として活躍した。その産駒に、馬術障害飛越で優れた実績を残してたセルシオーレが出ている。
シルバーランドの産駒ミルキーウェイ（競走馬名：シルバータイセイ）は、障害飛越競技日本代表馬としてソウル五輪、バルセロナ五輪に出場した（それぞれ67、39位）。2017年時点でも、ミホシンザン、マイシンザン、スーパーシンザンの後期産駒にはまだ乗用馬として登録されているものがいる。この他、ミホシンザンやハシストームなどは乗用種の産駒も残しており、その血を持つ馬が残っている可能性がある。

## 特徴・評価

### 身体面
- 現役時代の出走体重は456 - 472キログラム。体つきはずんぐりむっくりとし、松橋牧場の関係者や厩務員の中尾は揃って「平凡」という第一印象を抱いた[78][79]。前述のように武田も活躍するまでは素質を見抜けず、厩舎内でもそれほど期待はされていなかった。
- 気性は生来非常に落ち着いており、武田厩舎に入厩するために貨車で移送中にも暴れることはなく、添乗した人間の不手際で一晩中トランジスタラジオがかけられた状況下でも眠りを妨げられなかった[80]。またデビュー前の育成調教中に武田は松橋牧場から「人にぶつかっても小石が当たったぐらいにしか反応しない」と報告され[4]、デビュー後はじめて関東へ遠征したときにもまったく動揺を見せなかった[81]。
- 5歳の春に見習騎手を乗せたまま後ろ脚だけで立ち上がり、そのまま約50メートル歩行したことがある。通常、サラブレッドは後ろ2本の脚で立ち上がっても耐え切れずにすぐ降りてしまうため、シンザンの腰の力の強さを示す逸話となっている[82]。
- 調教では走らなかった。これについて武田はしばしば「シンザンはゼニのかかっていないときは走らん」とコメントした[83]。また大川慶次郎はこのことで調教の時計は実戦とはあまり関係がないのだと教えられたと述べている[84]。
- 尾形藤吉はシンザンがレース前に首を長く伸ばし、首と背中のラインが地面と平行になる格好を「サラブレッドの見本」と評した[85]。

### 走り
- レースではスタートの飛び出しが非常に強くスタートがうまく[86]、多くのレースで逃げ馬を後方から見る形で先行し、計ったようにゴール前で交わすレース運びをした。着差を大きく広げて勝ったことは少なく、レコード勝ちも一度もない。大川慶次郎は、このことから「着差は決して馬の能力のバロメーターにはならない」ことを教えられたと述べている[87]。中尾は「ハナ差でも勝ちは勝ち」と考える栗田の騎乗スタイルがシンザンのレース振りに影響していたと述べている[88]。
- ゴール板を過ぎるとすぐ止まる癖があった。武田はこれを「りこうな馬でムダっ走りしないことを知っていた」と評した[89]。
- シンザンが喫した4敗のうち3敗は平場オープン競走であった。大川慶次郎はそのときの優勝馬は「お義理にもA級馬とはいえない」馬であり、そんな相手に負けたのはそれらのレースを「馬の仕上げをするのに一回の調教では取れない太めが、レースに使うと三回調教をしたくらいに解消する」と公言していた武田が「調教代わり」に使ったからだとし、「レースを調教代わりに使う。ファンや評論家の立場からは腹が立ちます」と述べている[90]。
- 武田は皐月賞のレースぶりを見て、自身が管理したクラシック二冠馬コダマと比較して「コダマはカミソリ、シンザンはナタの切れ味。ただしシンザンのナタは髭も剃れるナタである」と評した。これは武田のシンザンに関する発言としてもっとも有名なものとなった[91]。
- 栗田勝はシンザンを「こちらの考えていることが以心伝心、電気のように伝わる。こんなに乗りやすい馬はいない」と評した[88]。
- 大川慶次郎はスプリングステークス前の調教で初めてシンザンを見たが、背中がへこんで見える体型をひどく見劣ると感じ、さらに調教の走破タイムが悪かったこと、それまでのローテーション（2か月半の間に4回レースに出走していた）を「とてもクラシックを狙う馬の使い方ではない」と感じたことなどからシンザンを低く評価した。大川はシンザンがスプリングステークスを優勝したあとも「この次は、きっとシンザンは何かに負けるだろう」という思いを抱き、それはシンザンがクラシック三冠を制したあとも変わらなかった。そのため、大川は予想の際に「負かすとすれば、この馬だろう」という馬を探すのを常とし、シンザンを本命にすることは一度もなかった。大川はのちに「シンザンにはその体型に勝る大きなものが内在していた。間違っていたのは私がそれに気がつかなかったことの方」と述べている[92]。
- シンザンの銅像を制作した彫刻家の三井高義はシンザンを「よさは第一に目がいいこと」「目を見て圧倒された」と評した[93]。

### 投票による評価
- 2000年に日本中央競馬会が実施した競馬ファンによる「20世紀の名馬大投票」では17,159票を獲得し、7位に選出された[94]。1位ナリタブライアンには2万票あまりの差を付けられたが、50歳と60歳以上の世代からはそれぞれ1位の支持を得た[95]。
- 雑誌『Number』が競馬関係者を対象に行った「ホースメンが選ぶ20世紀最強馬」では1位に選ばれた。

### 競走馬名および呼称

旧横浜競馬場のシンザン像（「神賛」の銘とともに「五冠馬」と記載されている）

#### 競走馬名
競走馬名「シンザン」は、本来漢字で表すと「伸山」であるとされるが、「新山」「深山」などの異説、誤説もある。京都競馬場の銅像やホッカイドウ競馬の競走名にもなっている「神賛」は三冠達成時に当時の日本中央競馬会理事長：石坂弘がシンザンを称えこう呼んだことからきている。ちなみに「伸山」の「山」は「入厩時から山のようにどっしりと落ち着いていた」からであったという。
このシンザンという名前はシンザンの子孫の名前としてもよく使われ、シンザンミサキ、ミホシンザン、マイシンザン、シンザンの末子となったスーパーシンザンらが知られている。なおシンザンと名付けられた競走馬は1949年生まれの牝馬（父ニシヒカリ）シンザン、1986年オーストラリア生まれのShinzanの二頭がいるが、現在は国際保護馬名に登録されているためShinzanをそのまま使うことはできない。

#### 呼称
- シンザンは五冠馬と称される。GI級競走は宝塚記念を含め6勝しているが、宝塚記念は八大競走に入っていなかったため、六冠馬とは称されない。
- JRA競馬博物館内のメモリアルホール、JRAのページ（競馬の殿堂：シンザン）などでは「最強の戦士」という副題で紹介されている。

## 逸話・出来事

### 4歳春まで
武田厩舎に入厩した1961年生まれの競走馬のなかには、オンワードセカンド（母は牝馬クラシック二冠馬ミスオンワード、父はエプソムダービー優勝馬ガルカドール）や、ソロナウェー産駒のソロナリュー、持込馬のオンワードチェスなどがおり、それらと比べてシンザンへの評価はさして高くはなかった。また調教でも担当厩務員の中尾謙太郎が同僚から冷やかされるほどに走らなかった。
中尾もはじめは「たいした馬ではない」という印象を抱いていたが、次第にシンザンに曖昧な感覚ながらも威厳や風格を感じるようになり、武田が管理した名馬と比べても遜色がないという印象を持つようになった。また、武田厩舎の主戦騎手栗田も「コダマよりも上かもしれない」と感じるようになり、シンザンへの騎乗を希望した。
一方、武田は年が明けてシンザンが4連勝を達成したあともオンワードセカンドのほうが強いと思っていた。そのためスプリングステークスを前に栗田が「オンワードセカンドとはものが違う。コダマより強い」と主張して皐月賞でのシンザンへの騎乗を希望したのに対し、思いとどまるよう説得した。スプリングステークスで負けると思っていたシンザンが優勝すると武田も評価を改め、「俺は目が見えなかった。お前がこれほどの大物とは知らなかった」とシンザンに詫びたという。

### シンザン鉄

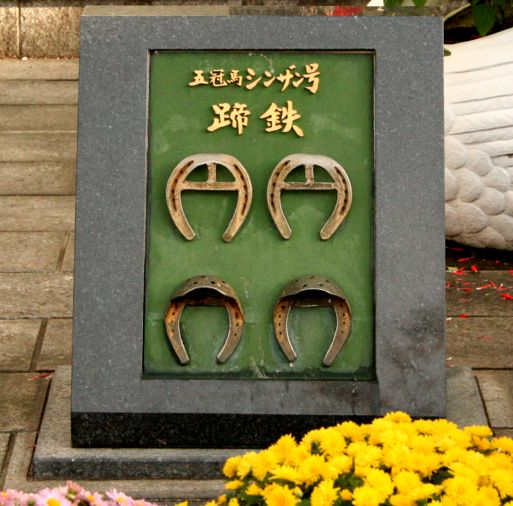
「シンザン鉄」（京都競馬場）

1月に厩務員の中尾はシンザンの右後ろ脚の爪が出血しているのを発見した。原因は後ろ脚の脚力が増した結果踏み込みが深くなり、後ろ脚が前脚の蹄鉄にぶつかっていることにあると判明し、武田が対策を考えた。
対策として、当初は後ろ脚にゴムテープや革が巻かれたが、前者は馬場を歩くだけでとれてしまい、後者は水分を含む馬場に弱かった。試行錯誤の結果、装蹄師の福田忠寛とともに、後ろ脚の蹄鉄に通気穴の空いたスリッパのようなカバーを付けて後ろ脚の蹄を保護し、かつカバーがぶつかる衝撃から前脚の蹄鉄を守るため、前脚の蹄鉄に電気溶接によりT字型のブリッジを張った「シンザン鉄」と呼ばれる蹄鉄を考案した。
通常の蹄鉄の耐用期間は3週間ほどであったのに対し、シンザン鉄は1、2週間ほどで溶接部分がはがれ、使用ができなくなるという特徴があった。シンザン鉄の交換は、シンザンが武田厩舎にいるときにはその都度行われたが、シンザンが厩舎を離れて遠征するときには、あらかじめ作成した複数のシンザン鉄を中尾が持ち運んだ。
このシンザン鉄は通常の蹄鉄に比べ2倍以上の重量があったため、脚部に負担がかかり故障を招く恐れがあったが、シンザンはリスクを克服した。また、この特殊な蹄鉄の重さゆえにシンザンは調教で走らなかったという説もある。

### ローテーションをめぐる武田と栗田の対立
有馬記念を前に、武田はそれまで中山競馬場のレースに出走したことがなかったシンザンのスクーリングと、天皇賞（秋）からのレース間隔が開くことを避けるために、オープンに出走したあと連闘で有馬記念に出走することを決めたが、栗田はこれに強く反対した。武田の長男であり平場のレースでシンザンの鞍上を務めていた武田博が騎乗したオープンでは、シンザンは伸びずにクリデイの2着に敗れた。勝ったクリデイが関西では無名の馬であったことに栗田はショックを受け、深酒を煽り泥酔した末に倒れて病院へ搬送される事件を起こした。この一連の出来事に「私の信頼できない男を、シンザンに乗せるわけにはゆかない」と激怒した武田は有馬記念で栗田を降板させ、松本を騎乗させることを決定した。さらに、のちに行われたシンザンの引退式でも栗田ではなく松本と武田博が騎乗した。
なお、シンザンのローテーションをめぐる両者の対立は前年の東京優駿の前にも起こっており、このときは東京優駿へ向け、武田が調教だけでは仕上がらないとしてオープンへの出走をはさむことを決定したのに対して、栗田はシンザンの能力を考えれば出走は不要と主張し、出走が決まったあとにはレース直前の調教で武田の指示よりも遅く走らせた。

### シンザンを超えろ
シンザン引退後、日本のホースマンにとってシンザンを超える競走馬を生産し、育成することが目標となり、シンボリルドルフが出現するまでの約20年間、「シンザンを超えろ」のスローガンが標榜され続けた。引退後のシンザンが冬の牧場で二本足で力強く立ち上がった姿を真横から捉えた写真にこのスローガンを添えた日本中央競馬会のPRポスターも存在する。
シンボリルドルフが無敗でクラシック三冠を達成したときに武田は「やっとシンザンを超える馬が出てきた」と述べたが、中尾は2003年時点で雑誌のインタビューで「シンボリルドルフやナリタブライアンと比較しても『超えるわけがない』という思いはあります」と述べている。また、騎手時代にミハルカスなどで対決した加賀は、2000年にJRAが主催するキャンペーン『JRA DREAM HORSES 2000』の投票結果を記載した雑誌の中で、「その後ミスターシービー、シンボリルドルフ、ナリタブライアンとすべての三冠馬を見ているが、シンザンを超えた馬はいない」と述べている。

### その他
- 5歳時に出走したオープンでは、斤量を減らす[注 53]ために見習騎手（調教師の武田の息子の武田博）が騎乗した。
- 1970年にはLPレコード『ああシンザン』(品番: SJX-2002）が日本ビクター（現：JVCケンウッド・ビクターエンタテインメント）から発売され、10日あまりで1万枚を完売した[113]。このLPは、同時期に日本クラウンから発売され同じく10日あまりで1万枚を完売した[113]『ドキュメント 日本ダービー』(GW-7008)と並び、日本の競馬物のLPとしては最初期のものとされている[113][114]。
- 1989年にはシンザンの姿が、第100回天皇賞競走記念切手の図柄に採用されている。天皇賞の写真に適当なものがなかったため、モデルとなったのは目黒記念で優勝した際の写真である（ゼッケン・騎手の服・帽子などを天皇賞のものに修正）[115]。

## 血統

### 血統表
| シンザンの血統                         | シンザンの血統                                                  | シンザンの血統                                                  | （血統表の出典）                                                | （血統表の出典）  |
| 父系                                   | ボワルセル系                                                    | ボワルセル系                                                    | ボワルセル系                                                    | [ § 2 ]           |
| 父 *ヒンドスタン Hindostan 1946 黒鹿毛 | 父の父Bois Roussel 1935                                         | Vatout                                                          | Prince Chimay                                                   | Prince Chimay     |
| 父 *ヒンドスタン Hindostan 1946 黒鹿毛 | 父の父Bois Roussel 1935                                         | Vatout                                                          | Vasthi                                                          |                   |
| 父 *ヒンドスタン Hindostan 1946 黒鹿毛 | 父の父Bois Roussel 1935                                         | Plucky Liege                                                    | Spearmint                                                       | Spearmint         |
| 父 *ヒンドスタン Hindostan 1946 黒鹿毛 | 父の父Bois Roussel 1935                                         | Plucky Liege                                                    | Concertina                                                      |                   |
| 父 *ヒンドスタン Hindostan 1946 黒鹿毛 | 父の母Sonibai 1939                                              | Solario                                                         | Gainsborough                                                    | Gainsborough      |
| 父 *ヒンドスタン Hindostan 1946 黒鹿毛 | 父の母Sonibai 1939                                              | Solario                                                         | Sun Worship                                                     |                   |
| 父 *ヒンドスタン Hindostan 1946 黒鹿毛 | 父の母Sonibai 1939                                              | Udaipur                                                         | Blandford                                                       | Blandford         |
| 父 *ヒンドスタン Hindostan 1946 黒鹿毛 | 父の母Sonibai 1939                                              | Udaipur                                                         | Uganda                                                          |                   |
| 母 ハヤノボリ 1949 栗毛                | 母の父ハヤタケ 1939 鹿毛                                        | *セフト                                                         | Tetratema                                                       | Tetratema         |
| 母 ハヤノボリ 1949 栗毛                | 母の父ハヤタケ 1939 鹿毛                                        | *セフト                                                         | Voleuse                                                         |                   |
| 母 ハヤノボリ 1949 栗毛                | 母の父ハヤタケ 1939 鹿毛                                        | 飛竜                                                            | *クラックマンナン                                               | *クラックマンナン |
| 母 ハヤノボリ 1949 栗毛                | 母の父ハヤタケ 1939 鹿毛                                        | 飛竜                                                            | *オーフロラ（Yinkari）                                          |                   |
| 母 ハヤノボリ 1949 栗毛                | 母の母第五バッカナムビューチー 1941 栗毛                        | *トウルヌソル                                                   | Gainsborough                                                    | Gainsborough      |
| 母 ハヤノボリ 1949 栗毛                | 母の母第五バッカナムビューチー 1941 栗毛                        | *トウルヌソル                                                   | Soliste                                                         |                   |
| 母 ハヤノボリ 1949 栗毛                | 母の母第五バッカナムビューチー 1941 栗毛                        | バッカナムビューチー                                            | *シアンモア                                                     | *シアンモア       |
| 母 ハヤノボリ 1949 栗毛                | 母の母第五バッカナムビューチー 1941 栗毛                        | バッカナムビューチー                                            | 第三ビューチフルドリーマー F.12                                 |                   |
| 母系(F-No.)                            | 12号族(FN:12)                                                   | 12号族(FN:12)                                                   | 12号族(FN:12)                                                   | [ § 3 ]           |
| 5代内の近親交配                        | Gainsborough 4×4、Sun Worship 4×5、Gallorette・Pretty Polly 5×5 | Gainsborough 4×4、Sun Worship 4×5、Gallorette・Pretty Polly 5×5 | Gainsborough 4×4、Sun Worship 4×5、Gallorette・Pretty Polly 5×5 | [ § 4 ]           |
| 出典                                   | 1. 2. 3. 4.                                                     | 1. 2. 3. 4.                                                     | 1. 2. 3. 4.                                                     | 1. 2. 3. 4.       |

### 血統的背景
母ハヤノボリは競走馬として5勝をあげた。母の半妹には優駿牝馬優勝馬ジツホマレ、甥に皐月賞優勝馬カズヨシがいる。牝系（ファミリーライン）は1907年にイギリスから小岩井農場が高額で輸入したビューチフルドリーマー系（参照：小岩井農場の基礎輸入牝馬）に属する。ビューチフルドリーマー系はほかにテイエムオーシャン、メイヂヒカリなど多数の名馬を輩出している。
シンザンの尻尾の付け根には白色の毛が混じっていたが、これは母の父の父にあたるセフトの遺伝といわれている。また、調教師の武田は初めてシンザンを見たときに母の母の父にあたるトウルヌソルの特徴が強く出ていると感じた。

### 兄弟
兄弟は兄にリンデン（5勝。京都4歳特別、中京4歳特別、4歳抽せん馬特別）、オンワードスタン（9勝。中山記念、アメリカジョッキークラブカップ、天皇賞3着、日経賞3着）、ケンスターツ（3勝）などがいる。兄に比べ弟妹はさっぱり走らず、チヨノキク（牝系子孫現存）が南関東公営競馬で2勝をあげた程度でほか4頭は未勝利に終わった。